# Umag Trophy 2020
L'Umag Trophy 2020, ottava edizione della corsa, valido come evento dell'UCI Europe Tour 2020 categoria 1.2, si è svolto il 4 marzo 2020 su un percorso di 154 km, con partenza ed arrivo ad Umago, in Croazia. È stato vinto dall'olandese Olav Kooij, che è giunto al traguardo con il tempo di 3h33'32" alla media di 43,27 km/h, davanti allo sloveno Marko Kump e al tedesco Niklas Märkl.
Erano iscritti alla gara 173 ciclisti, dei quali 172 partirono e 156 arrivarono al traguardo.

## Squadre partecipanti
| N.      | Cod. | Squadra                        |
| ------- | ---- | ------------------------------ |
| 1-6     | ELK  | Elkov-Kasper                   |
| 11-16   | MKT  | Meridiana-Kamen Team           |
| 21-26   | ADR  | Adria Mobil                    |
| 31-36   | BCF  | Bardiani-CSF-Faizanè           |
| 41-46   | TIR  | Tirol KTM Cycling Team         |
| 51-56   | CPH  | Casillo-Petroli Firenze-Hopplà |
| 61-66   | CTA  | Colombia Tierra de Atletas-GW  |
| 71-76   | CTN  | SportLand Niederösterreich     |
| 81-86   | DSU  | Development Team Sunweb        |
| 91-96   | JVD  | Jumbo-Visma Development        |
| 101-106 | KTX  | Kometa-Xstra                   |
| 111-116 | LGS  | Ljubljana Gusto Santic         |
| 121-126 | LKT  | LKT Team Brandenburg           |
| 131-136 | PUS  | P&S Metalltechnik              |
| 141-146 | RNR  | Rad-Net Rose Team              |

| N.      | Cod. | Squadra                           |
| ------- | ---- | --------------------------------- |
| 151-156 | RSW  | Team Felbermayr-Simplon Wels      |
| 161-166 | TBC  | Tartu 2024-Balticchaincycling.com |
| 171-176 | TLT  | Topforex Lapierre                 |
| 181-186 | VBG  | Team Vorarlberg Santic            |
| 191-196 | WSA  | Wsa Ktm Graz                      |
| 201-206 | IWD  | Work Service Dynatek Vega         |
| 211-216 | AZT  | D'Amico-UM Tools                  |
| 221-226 | ---  | Gazprom-Rusvelo U23               |
| 231-236 | ---  | Klaipeda Cycling Team             |
| 241-246 | ---  | KK Kranj                          |
| 251-256 | ---  | Meblo Jogi Pro-Concrete           |
| 261-266 | ---  | Novo Nordisk Development          |
| 271-276 | ---  | TJ Favorit Brno                   |
| 281-286 | ---  | Veloclub Ratisbona                |

## Ordine d'arrivo (Top 10)
| Pos. | Corridore       | Squadra        | Tempo    |
| ---- | --------------- | -------------- | -------- |
| 1    | Olav Kooij      | Jumbo-Visma DT | 3h33'32" |
| 2    | Marko Kump      | Adria          | s.t.     |
| 3    | Niklas Märkl    | Dev. Sunweb    | s.t.     |
| 4    | Richard Banusch | LKT            | s.t.     |
| 5    | Marco Benfatto  | Bardiani       | s.t.     |
| 6    | Matteo Rotondi  | Work           | s.t.     |
| 7    | Alois Kaňkovský | Elkov          | s.t.     |
| 8    | Robert Jägeler  | P&S            | s.t.     |
| 9    | Lorenzo Cataldo | Casillo        | s.t.     |
| 10   | Rait Ärm        | Tartu          | s.t.     |